# Cristiano, Príncipe Herdeiro da Dinamarca
Cristiano, Príncipe Herdeiro da Dinamarca, Conde de Monpezat (nascido Cristiano Valdemar Henrique João, em dinamarquês: Christian Valdemar Henri John; Copenhague, 15 de outubro de 2005) é um membro da família real dinamarquesa e herdeiro aparente do trono dinamarquês por ser o filho mais velho do rei Frederico X e da rainha Maria. Ele se tornou príncipe herdeiro da Dinamarca após a abdicação de sua avó, a rainha Margarida II, em 14 de janeiro de 2024. Cristiano pertence a Casa de Glücksburgo, assim como seus três irmãos mais novos: a princesa Isabel, o príncipe Vicente e a princesa Josefina.

## Infância e juventude

### Nascimento e batismo
O príncipe Cristiano nasceu à 1h57 no Rigshospitalet, o Hospital Universitário de Copenhague, em Copenhague, em 15 de outubro de 2005. Ao meio-dia do dia de seu nascimento, saudações de 21 tiros foram disparadas da Bateria Sixtus em Holmen em Copenhague e no Castelo de Kronborg em Elsinore para marcar o nascimento de uma criança real. Ao mesmo tempo, os autocarros públicos e os edifícios oficiais ostentavam a bandeira dinamarquesa, a Dannebrog. Ao pôr do sol do mesmo dia, fogueiras foram acesas em toda a Dinamarca, enquanto os navios da Guarda Nacional Naval acenderam seus holofotes e os direcionaram para a capital. Fogueiras também foram acesas em comemoração na Austrália.
Cristiano foi hospitalizado brevemente em 21 de outubro de 2005 porque sofria de icterícia neonatal, uma doença geralmente inofensiva e bastante comum (especialmente em partos prematuros). As primeiras fotos do menino com 6 dias de idade mostravam uma coloração amarelada no rosto e nas mãos. O príncipe foi examinado por médicos e submetido a exames de sangue, depois passou algum tempo em uma caixa de luz sob raios de luz coloridos especiais para quebrar a substância bilirrubina que causa icterícia. Seus pais o levaram para casa novamente no mesmo dia e ele se recuperou totalmente.
Cristiano foi batizado em 21 de janeiro de 2006 na capela do Palácio de Christiansborg pelo bispo Erik Norman Svendsen. Os padrinhos de Cristiano são seu tio paterno, o príncipe Joaquim da Dinamarca; sua tia materna, Jane Stephens; o primo-irmão de seu pai, o Príncipe Herdeiro da Grécia; além do Príncipe Herdeiro e a Princesa Herdeira da Noruega; a Princesa Herdeira da Suécia; e dois amigos do casal, Jeppe Handwerk e Hamish Campbell. Ele foi nomeado Cristiano Valdemar Henrique João (Christian Valdemar Henri John), continuando a tradição real dinamarquesa de alternar entre os nomes Cristiano e Frederico em linha direta.
Ele recebeu vários presentes por ocasião do seu batizado, incluindo um pônei chamado Flikflak do Folketing, o parlamento nacional da Dinamarca. O nome completo do príncipe, as suas datas de nascimento e batizado e os nomes de seus padrinhos foram registrados como ditado pela Lei Real de 1799.

### Primeiras aparições públicas
Em 19 de junho de 2010, ele foi um dos principais pajens de honra da cerimônia do Casamento Real Sueco da sua madrinha Vitória, Princesa Herdeira da Suécia com Daniel Westling, que aconteceu na Catedral de Estocolmo na Suécia. Em 2015, Cristiano participou de um concerto musical em homenagem à rainha Margarida II, inserido na programação das comemorações do 75.º aniversário da soberana dinamarquesa. Na primeira semana de agosto de 2014, o príncipe Cristiano acompanhou os seus pais e irmãos durante a visita oficial da família à Groenlândia. Em 28 de agosto de 2017, Cristiano acompanhou a mãe, os seus irmãos mais novos e outros membros da família real dinamarquesa na comemoração do aniversário de 18 anos de seu primo em primeiro grau, o então príncipe Nicolau, que aconteceu no iate dinamarquês "KDM Dannebrog". No final de agosto de 2018, visitou oficialmente a cidade de Tórshavn, a capital das Ilhas Feroe, ao lado dos pais.

### Confirmação
Cristiano deveria ter sido confirmado (crismado) em 2020, porém devido à pandemia de covid-19, os planos foram adiados por questões de segurança sanitária, conforme os protocolos estipulados pela Organização Mundial da Saúde, entre eles o de evitar aglomerações.
O evento acabou acontecendo em 15 de maio de 2021, na Igreja do Palácio de Fredensborg, conforme anúncio oficial feito em 29 de março. "Depois haverá uma celebração privada, em respeito às restrições atuais", dizia o comunicado, numa referência à pandemia.

## Educação

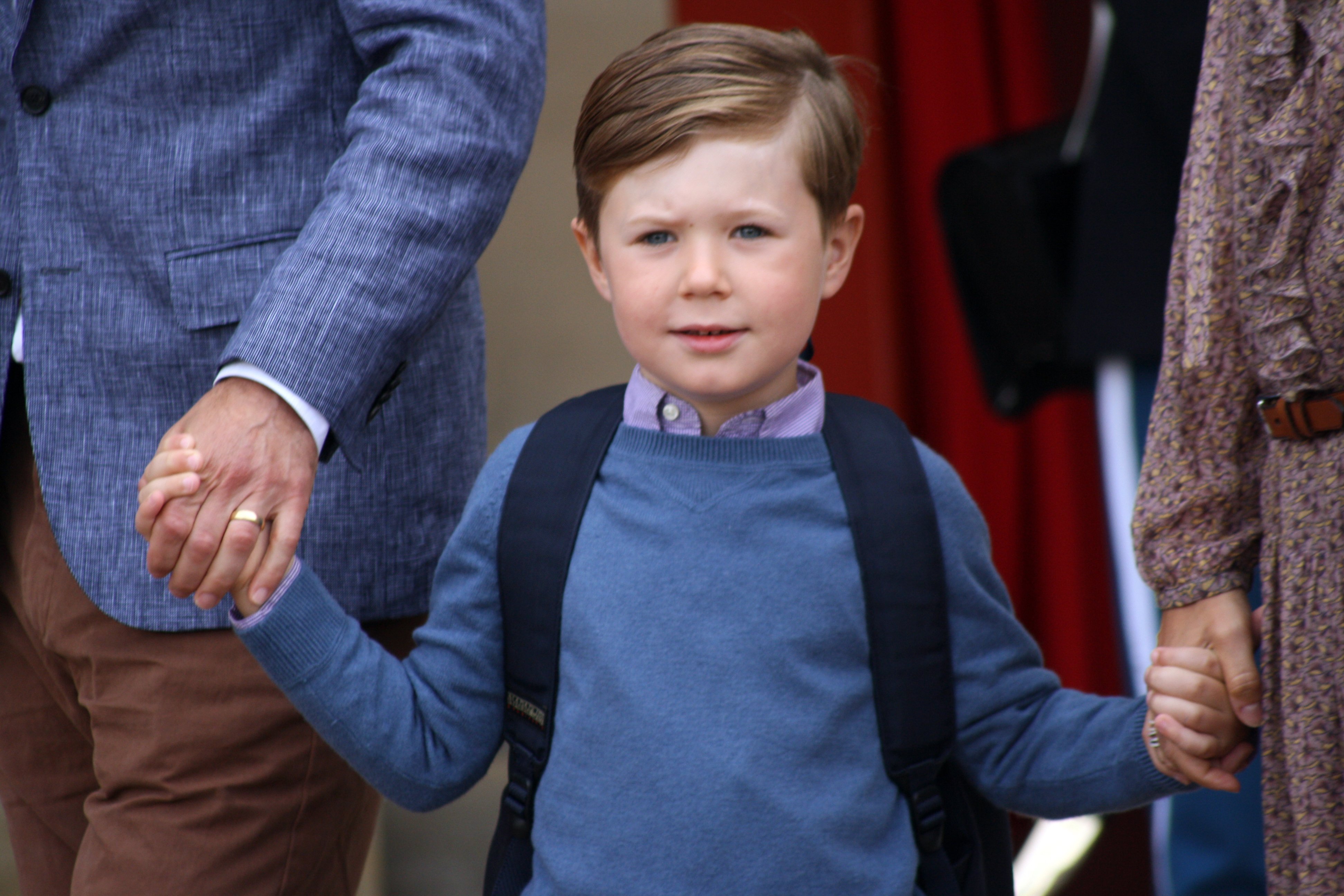
O príncipe Cristiano escoltado por seus pais em seu primeiro dia de aula em agosto de 2011.

Cristiano foi o primeiro membro da família real dinamarquesa a frequentar a creche. Na mesma idade, o seu pai tinha uma babá no palácio. Ele também é o primeiro membro da família real dinamarquesa a frequentar uma escola pública estadual.

### Educação primária
Em 27 de março de 2007, o príncipe começou a frequentar a creche Dronning Louise Children's House, uma instituição pública situada a 35 quilômetros ao norte de Copenhaga. Em 2010, aos 5 anos, começou a frequentar a escola pública de Tranegård School (Tranegårdskolen em dinamarquês), localizada em Gentofte, também a norte de Copenhaga.

#### Internato
Em 06 de janeiro 2020, Cristiano e seus irmão começaram a estudar em um colégio interno na Suíça, a Lemania-Verbier International School, localizada na cidade de Verbier. O anúncio de que as crianças estudariam durante doze semanas neste colégio interno suíço havia sido feito em outubro de 2019, e afirmava que a princesa Maria, Princesa Herdeira da Dinamarca iria ser a responsável pelas crianças na Suíça. Segundo a revista Caras de Portugal, "a escola oferece educação bilíngue, em inglês e francês, para crianças entre os 3 e os 14 anos e visa permitir que cada criança atinja seu potencial intelectual, incentivando-a a desfrutar de muitas atividades artísticas, desportivas e culturais, sendo que o objetivo é que todos os alunos sejam pensadores críticos, criativos e autoconfiantes!".
Em 12 de março de 2020, foi anunciado oficialmente que Cristiano não seguiria com o seu intercâmbio de doze semanas prevista na escola da Suíça, após menos de três meses do início do mesmo. Foi uma opção da sua própria família, que optou por retornar a sua casa na Dinamarca devido a crise da Pandemia de COVID-19, foi relatado que o príncipe seguiria a sua educação na sua escola dinamarquesa anterior. Desse modo, Cristiano retornou a cidade de Copenhaga na Dinamarca, e voltou a sua turma na escola pública de Tranegårdsskolen em Gentofte, como havia sido anunciado antes.

### Ensino médio
Em 14 de abril de 2021, a família real dinamarquesa anunciou que depois de terminar o 9º grau do ensino primário na Tranegårdskolen em junho de 2021, Cristiano passaria a estudar no Herlufsholm Gymnasium em Næstved.
Em 07 de dezembro de 2020, foi anunciado oficialmente que o príncipe Cristiano testou positivo para a COVID-19 em meio a Pandemia de COVID-19, após um surto ocorrido na escola pública a Tranegårdskolen School na cidade de Copenhaga; seguindo as medidas sanitárias da Organização Mundial da Saúde, o príncipe entrou em um isolamento social por duas semanas no Palácio de Frederico VIII para tratamento. Posteriormente, em 20 de dezembro de 2020, apareceu "em público" pela primeira vez após o isolamento e recuperação, durante um curto vídeo postado no Instagram dos príncipes herdeiros dinamarqueses, onde aparece ao lado dos pais e irmãos mais novos, ascendendo a última vela do quarto domingo do Advento.

## Príncipe Herdeiro
Em 11 de setembro de 2006, o Per Stig Møller, ministro de Relações Exteriores da Dinamarca, formalmente escreveu e assinou um documento manuscrito confirmando o lugar do príncipe Cristiano da Dinamarca na linha de sucessão ao trono dinamarquês.

### Abdicação de Margarida II e ascensão de Frederico X
No dia 14 de janeiro de 2024, no Palácio de Christiansborg às 14h00, a rainha Margarida II assinou a declaração de abdicação numa reunião de Conselho de Estado. Durante esta cerimônia, seu pai assumiu o trono, passando a ser designado como rei Frederico X. Cristiano passou a ser oficialmente designado como príncipe herdeiro, ganhando também um lugar permanente no Conselho de Estado.
Em janeiro de 2024, Christian tornou-se regente pela primeira vez durante a visita de estado de três dias de seu pai à Polônia.  Ele assinou sua primeira lei no Palácio de Amalienborg em 31 de janeiro de 2024.  Ele se tornou regente durante a visita de estado de seus pais à Suécia e à Noruega em maio de 2024. 

## Títulos

Monograma real do Príncipe Cristiano da Dinamarca

- 15 de outubro de 2005 – 29 de abril de 2008: Sua Alteza Real, o Príncipe Cristiano da Dinamarca
- 29 de abril de 2008 – 14 de janeiro de 2024: Sua Alteza Real, o Príncipe Cristiano da Dinamarca, Conde de Monpezat
- 14 de janeiro de 2024 - presente: Sua Alteza Real, o Príncipe Herdeiro da Dinamarca, Conde de Monpezat [30]

Ele é um "Príncipe da Dinamarca", desde o seu nascimento e um "Conde de Monpezat", desde 30 de abril de 2008, quando sua avó paterna, a Rainha, garantiu o título para sua descendência masculina.

## Brasões

Brasão de armas do Príncipe Herdeiro da Dinamarca (2024-2025)
Brasão de armas do Príncipe Herdeiro da Dinamarca (2025-)